# Museo de Santianes (Pravia)
El Museo prerrománico de Santianes está situado en la localidad del mismo nombre, en el concejo de Pravia (Principado de Asturias, España).
Muestra los objetos prerrománicos hallados durante la restauración de la iglesia de San Juan, e ilustra la historia de la monarquía asturiana.
El museo permanece abierto durante los meses de julio, agosto, septiembre, los fines de semana y durante la Semana Santa.
Fue inaugurado el día 15 de julio de 2007 y ocupa la antigua casa rectoral del pueblo.

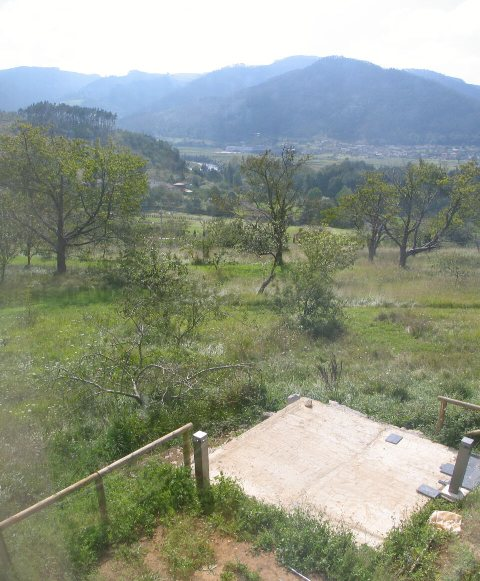
Vista desde el interior del museo del Río Nalón y su vega, Peñaullán al fondo.

## Descripción
El museo consta de dos plantas con diferentes estancias en cada una de ellas, totalizando más de 200 m² de exposición.
En la primera planta, en la primera sala se puede contemplar un fragmento de la piedra laberíntica, junto con una interpretación de la totalidad de la misma, así como una cronología de todos los reyes que tenían establecida su corte en Santianes.
Siguiendo el recorrido por la planta, en la siguiente estancia se aprecia un candelabro y una lápida que reproduce lo que pudo ser el Palacio del Rey Silo, todo ello acompañado de murales explicativos del origen de estas piezas.
En la última sala, la de mayores dimensiones, se explica la importancia del templo de la localidad, la iglesia más antigua del prerrománico asturiano[cita requerida], y tumba de reyes.
La segunda planta del museo cuenta con una exposición sobre las distintas iglesias prerrománicas. Cuenta igualmente con una sala audiovisual en donde se emite un vídeo sobre los reyes asturianos y el prerrománico.
En la última planta existe una zona acristalada con vistas a la iglesia de Santianes, al río Nalón, al pueblo de Peñaullán y a su vega; igualmente este espacio cuenta con unos murales explicativos de todas las fases de rehabilitación que sufrió el histórico templo en épocas pasadas.

## Piezas expuestas
Las principales piezas expuestas son:
- Cruz y la piedra laberíntica del rey Silo (Silo Princeps Fecit).
- Artesanía visigoda varia.
- Restos pétreos hallados en la iglesia de San Juan. Entre éstos sobresalen el altar y las placas del cancel.